# Eryngium coronatum
Eryngium coronatum är en flockblommig växtart som beskrevs av William Jackson Hooker och George Arnott Walker Arnott. Eryngium coronatum ingår i släktet martornar, och familjen flockblommiga växter. Inga underarter finns listade i Catalogue of Life.